# Асадабадски округ
Асадабадски округ (перс. شهرستان اسدآباد) је један од девет округа у покрајини Хамадан на западу Ирана. Главни град округа је Асадабад.
По попису из 2006. године, у округу је живело 104.566 становника, у 25,167 породица.
Округ има само једну област: Централна област.